# BMW M51
BMW M51 — дизельный двигатель внутреннего сгорания немецкого автоконцерна BMW, производство которого началось в 1991 году и закончилось в 2000 году.

## Технические характеристики
Двигатель BMW M51 оснащён турбонаддувом с водяным охлаждением и системой впрыска топлива Bosch VP20. Некоторые типы имеют воздухозаборник TDS.
Блок цилиндров сделан из чугуна. Распределительный вал приводится в движение цепью газораспределительного механизма. Впрыск топлива регулируется блоком питания Bosch DDE 2.1. До ноября 2000 года двигатель устанавливался на Opel Omega B.
| Тип         | Объём            | Диаметр × Ход поршня | Мощность при об/мин          | Крутящий момент при об/мин | Годы производства |
| ----------- | ---------------- | -------------------- | ---------------------------- | -------------------------- | ----------------- |
| M51D25 UL   | 2,5 л (2497 см³) | 82,8 × 80 мм         | 85 кВт (115 л. с.) при 4800  | 222 Н*м при 1900           | 1991—1997         |
| M51D25 OL   | 2,5 л (2497 см³) | 82,8 × 80 мм         | 105 кВт (143 л. с.) при 4800 | 260 Н*м при 2200           | 1991—1996         |
| 25 DT       | 2,5 л (2497 см³) | 82,8 × 80 мм         | 96 кВт (131 л. с.) при 4500  | 250 Н*м при 2200           | 1994—2000         |
| M51D25TÜ UL | 2,5 л (2497 см³) | 82,8 × 80 мм         | 85 кВт (115 л. с.) при 4800  | 230 Н*м при 1900           | 1996—1998         |
| M51D25TÜ OL | 2,5 л (2497 см³) | 82,8 × 80 мм         | 105 кВт (143 л. с.) при 4800 | 280 Н*м при 2200           | 1996—1998         |
| M51D25TÜ OL | 2,5 л (2497 см³) | 82,8 × 80 мм         | 105 кВт (143 л. с.) при 4600 | 280 Н*м при 2200           | 1998—2000         |
| M51D25M1    | 2,5 л (2497 см³) | 82,8 × 80 мм         | 100 кВт (136 л. с.) при 4400 | 270 Н*м при 2300           | 1994—2001         |